# Cruelty Squad
Cruelty Squad – strzelanka pierwszoosobowa stworzona przez niezależne fińskie studio Consumer Softproducts i wydana w 2021 roku. Głównym twórcą gry jest Ville Kallio. Tytuł przedstawia surrealistyczną wizję świata inspirowaną estetyką low poly, nawiązującą m.in. do gry LSD: Dream Emulator.
Gra została zrealizowana na silniku Godot. Wersja we wczesnym dostępie ukazała się 4 stycznia 2021 roku na platformie Steam, natomiast pełna wersja została wydana 15 czerwca 2021 roku.

## Rozgrywka
Cruelty Squad to taktyczna strzelanka pierwszoosobowa z elementami immersive sim. Gracz wybiera uzbrojenie i implanty przed rozpoczęciem każdej z 19 misji, których celem jest eliminacja wskazanych celów na rozległych, otwartych mapach.
Estetyka i mechanika gry przypominają produkcje z przełomu lat 90. i 2000., takie jak Deus Ex czy BioShock.

## Odbiór gry
Cruelty Squad spotkało się z bardzo pozytywnym odbiorem graczy i krytyków. Według serwisu Metacritic gra otrzymała średnią z ocen wynoszącą 89/100.
Redakcja polskiego serwisu TesterGier przyznała tytułowi ocenę 8,9/10. Jake Tucker z magazynu NME nazwał grę „najbardziej wciągającą produkcją roku”, przyznając jej maksymalną ocenę pięciu gwiazdek. James Davenport z PC Gamera przyznał grze ocenę 93%, określając ją świetnym horrorem.